# هکتور هررا
هکتور میگل هررا لوپز (اسپانیایی: Héctor Miguel Herrera López‎؛ زادهٔ ۱۹ آوریل ۱۹۹۰) بازیکن فوتبال اهل مکزیک است.
وی همچنین در تیم ملی فوتبال اسپانیا بازی کرده‌است.